# Anthoxanthum sikkimense
Anthoxanthum sikkimense là một loài thực vật có hoa trong họ Hòa thảo. Loài này được (Maxim.) Ohwi mô tả khoa học đầu tiên năm 1947.